# Creu de terme de la Banya
La Creu de terme de la Banya és una obra gòtica de Santa Coloma de Queralt inclosa a l'Inventari del Patrimoni Arquitectònic de Catalunya, actualment ubicada al palau-castell dels comtes de Santa Coloma de Queralt.

## Descripció
La creu, d'estil gòtic avançat, està escapçada pel cim. En la part anterior i posterior s'hi pot veure l'escut dels Queralt, acompanyat per la imatge de Jesús crucificat i de la Verge Maria respectivament.
La base de la creu és quadrada, inserida en un capitell octagonal. En desaparèixer el capitell original, aquest fou refet per l'Associació Arqueològica de la Vila (AAV), de Santa Coloma de Queralt, durant el primer franquisme. En les vuit cares, a més de motius florals i els escuts dels Requesens, hi són representants santa Coloma, sant Vicenç, Sant Magí i els sants Joan Baptista i Evangelista.
El capitell i la creu coronen un fust hexagonal de pedra de diverses peces.

## Història
Segons Roman Ramon, originàriament s'anomenava Creu del Baró i fou feta construir per Pere de Queralt i d'Anglesola, traspassat el 1323-24. Es trobava a la cruïlla dels antics camins de Calaf i Ral d'Igualada i a la partió dels antics termes d'Aguiló i Santa Coloma, recolzat damunt d'unes escalinates. Prop d'ell, a un centenar de metres hi havia, ara enderrocat, l'Hostal de la Banya.
El 21 de maig 1932 va ser enderrocada. L'AAV va recuperar-la la Creu de terme de la Banya el 1946, que va ser restaurada el 8 de maig 1947. A causa d'un tornado, el dia 29 de juliol de 1982 va tornar a caure i se'n va desprendre un braç. Actualment, es troba al vestíbul del palau-castell dels comtes de Santa Coloma.